# Taça do Mundo de Atletismo
A Taça do Mundo de Atletismo (português europeu) ou Copa do Mundo de Atletismo (português brasileiro) é uma competição internacional de atletismo, que se disputa por equipas que representam as federações continentais (cinco equipas) e algumas federações nacionais (três ou quatro equipas, consoante o número de corredores da pista do estádio-sede possua).
Actualmente, o evento tem lugar de quatro em quatro anos, consistindo em duas competições separadas, a masculina e a feminina. Para além da presença constante da equipa dos Estados Unidos, a selecção das equipas que não representam continentes faz-se a partir da classificação da Taça da Europa das Nações precedente, apurando-se para a Taça do Mundo as duas primeiras nas competições masculina e feminina.
A partir de 2008 a competição passou a designar-se Taça Continental IAAF, tendo mudado bastante o seu figurino. De facto, a partir da edição de 2010, a competição passa a realizar-se com atletas representantes de quatro selecções continentais: África, Américas, Australásia (Ásia/Oceânia) e Europa. Em cada prova, cada equipa faz-se representar por dois atletas, excepto nos 1500m, 3000m, 3000m obstáculos e 5000m, onde cada equipa pode apresentar três atletas, embora só dois contem para a classificação colectiva.

## Edições
| Ano  | Local       |          | Vencedor          | Segundo lugar      | Terceiro lugar     |
| ---- | ----------- | -------- | ----------------- | ------------------ | ------------------ |
| 1977 | Düsseldorf  | Homens   | Alemanha Oriental | Estados Unidos     | Alemanha Ocidental |
| 1977 | Düsseldorf  | Mulheres | Europa            | Alemanha Ocidental | União Soviética    |
| 1979 | Montreal    | Homens   | Estados Unidos    | Europa             | Alemanha Oriental  |
| 1979 | Montreal    | Mulheres | Alemanha Oriental | União Soviética    | Europa             |
| 1981 | Roma        | Homens   | Europa            | Alemanha Oriental  | Estados Unidos     |
| 1981 | Roma        | Mulheres | Alemanha Oriental | Europa             | União Soviética    |
| 1985 | Canberra    | Homens   | Estados Unidos    | União Soviética    | Alemanha Oriental  |
| 1985 | Canberra    | Mulheres | Alemanha Oriental | União Soviética    | Europa             |
| 1989 | Barcelona   | Homens   | Estados Unidos    | Europa             | Reino Unido        |
| 1989 | Barcelona   | Mulheres | Alemanha Oriental | União Soviética    | Américas           |
| 1992 | Havana      | Homens   | África            | Reino Unido        | Europa             |
| 1992 | Havana      | Mulheres | Equipa Unificada  | Europa             | Américas           |
| 1994 | Londres     | Homens   | África            | Reino Unido        | Américas           |
| 1994 | Londres     | Mulheres | Europa            | Américas           | Alemanha           |
| 1998 | Joanesburgo | Homens   | África            | Europa             | Alemanha           |
| 1998 | Joanesburgo | Mulheres | Estados Unidos    | Europa             | África             |
| 2002 | Madrid      | Homens   | África            | Europa             | Estados Unidos     |
| 2002 | Madrid      | Mulheres | Rússia            | Europa             | Américas           |
| 2006 | Atenas      | Homens   | Europa            | Estados Unidos     | África             |
| 2006 | Atenas      | Mulheres | Rússia            | Europa             | Américas           |
| 2010 | Split       | Total    | Europa            | Américas           | África             |
| 2014 | Marrakech   | Total    | Europa            | Américas           | África             |